# Nágarkóil
Nágarkóil (tamilsky நாகர்கோவில்) je město v Tamilnádu, jednom z indických svazových států. K roku 2011 v něm žilo přes 224 tisíc obyvatel.

## Poloha
Nágarkóil leží ve vnitrozemí přibližně dvacet kilometrů severozápadně od Kannijákumari a od Komorinského mysu, nejjižnějšího bodu indického subkontinentu. Nejbližší větší město je Tiruvanantapuram, hlavní město Kéraly, které leží přibližně pětašedesát kilometrů severozápadně.

## Etymologie
Jméno města je odvozeno od místní původně džinistické svatyně (později změněné na hinduistickou), jejíž jméno odkazuje k nágám.

## Dějiny
Nágarkóil byl součástí Travankúru, ale v roce 1956 byl na základně etnického klíče správně přesunut do Madrásu (pozdějšího Tamilnádu), neboť v něm převažovali Tamilové.